# حمیدوو
حمیدوو (به لاتین: Khamitovo) یک منطقهٔ مسکونی در روسیه است که در باشقیرستان واقع شده‌است. حمیدوو ۶۷۶ نفر جمعیت دارد.